# Lorenzo Briganti
Lorenzo Briganti (Napoli, 21 novembre 1994) è un pallanuotista italiano, attaccante della  Canottieri Napoli.

## Carriera
Ha conquistato la LEN Euro Cup con il Posillipo nel 2015, nella finale tutta napoletana contro l'Acquachiara.

## Palmarès
- LEN Euro Cup: 1

Posillipo: 2014-15